# Frosch (Wappentier)
Der Frosch ist als Wappentier in der Heraldik nicht sehr häufig.
Vorlage ist der natürliche Laubfrosch. Dargestellt wird er in der natürlichen Sitzhaltung oder in der Draufsicht mit angelegten oder abgespreizten Beinen und großen Augen. Hauptposition ist bei der natürlichen Sitzposition die Blickrichtung nach der heraldisch rechten Seite. In der Draufsicht kann die Ausrichtung im Wappenschild schon eher von der senkrechten Lage abweichen. Auch sind mehrere Frösche im Wappen möglich. In der Farbgebung ist die oft gewählte Farbe Grün, gefolgt von Silber und Gold. Gekrönte Frösche sind möglich. Auch wird der Froschschenkel ins Wappen gestellt.
Beachte die Blasonierung zur Klärung, ob es sich um einen Frosch handelt oder eine Kröte gemeint ist. Diese ist auch als Wappentier möglich, wird aber nicht bevorzugt genommen.

Frosch in natürlicher Sitzposition im Wappen von Altenmoor, Schleswig-Holstein
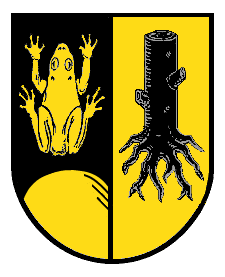
Rödelsee–Fröhstockheim, Bayern
Wappen von Froschhausen, Hessen
Wappen von Höhfröschen, Rheinland-Pfalz
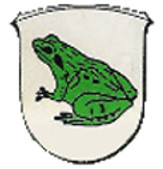
Wappen von Limburg-Linter, Hessen
Wappen von Petersroda, Sachsen-Anhalt
Wappen von Pilsting, Bayern
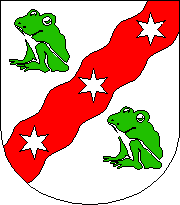
Wappen von Schwante, Brandenburg
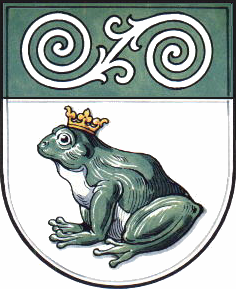
Wappen von Uslar-Vahle, Niedersachsen
Wappen von Zabakuck, Sachsen-Anhalt

Drei Frösche in der Draufsicht im Wappen von Chantraine, Frankreich
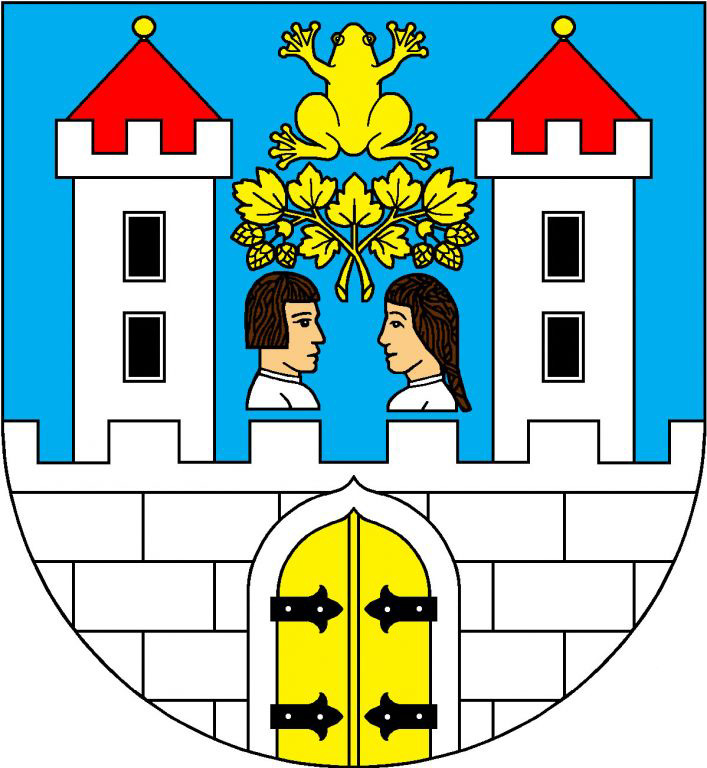
Wappen von Herrndorf, Tschechien
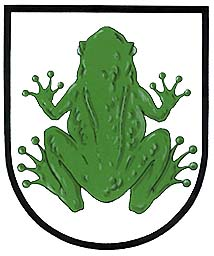
Wappen von Schaben, Tschechien
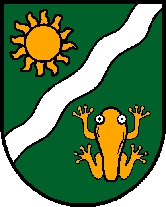
Redendes Wappen mit Unke: Ungenach, Österreich
Logo des Unternehmens Frosch, siehe auch Erdal (Schuhpflege)